# Hipòtesi de les dues rutes de la visió

Imatge mostrant les dues vies del processament de la informació visual proposades en la hipòtesi: La ruta dorsal (verd) i la ruta ventral (lila), partint les dues de l'escorça visual primària (blau).

La hipòtesi de les dues rutes de la visió és una hipòtesi que vol explicar la forma com el cervell processa la informació que li arriba de l'ull. És aplicable al cervell humà i al dels simis i, encara que no està acceptada en la totalitat del que proposa, si està àmpliament acceptada per la majoria de científics. Fou postulada per David Milner i Melvyn A. Goodale el 1992. Segons aquests autors la informació visual arriba al cervell per la part occipital i des d'allà passa per dues vies de processament: la ruta ventral (per la part inferior) i la ruta dorsal (per la part superior). Això suposa també dos sistemes de processament de la informació: un relacionat amb la identificació o reconeixement d'allò que es veu i l'altre relacionat amb les dades complementàries que indiquen com és allò que es veu. Segons alguns estudiosos partidaris de la hipòtesi, al cervell humà es donen dues funcions del processament de la informació visual: una destinada a reconèixer el que es veu i l'altra destinada a actuar en conseqüència.

## Història
Diversos investigadors havien proposat idees similars prèviament. De fet, els autors de la hipòtesi de les dues rutes es van inspirar en els estudis de Larry Weiskrantz sobre la ceguesa i en altres treballs de neuroscientífics de la visió. Gerald Schneider havia proposat anteriorment (1969) l'existència de dos sistemes visuals: un per la localització i un altre per la identificació. David Ingle també havia descrit dos sistemes visuals independents en el seu estudi sobre granotes el 1973. George Ettlinger va revisar el 1990 les proves existents per demostrar aquesta distinció en neuropsicologia. Un altre investigador que havia tractat el tema va ser Colwyn Trevarthen en el seu treball sobre simis del 1968.
El 1982 la doctora Leslie Ungerleider i el dr Mortimer Mishkin van proposar una distinció entre dues rutes separades del processament: una en relació al processament espacial i l'altra amb relació a les característiques visuals. La idea es basava en estudis de simis amb lesions cerebrals. Aquests autors van nomenar les dues vies de processament amb els noms: "ruta del què" i "ruta del com", perquè la primera seria útil al subjecte per identificar què està veient i l'altra per saber com és allò que veu. Aquesta primera forma de la hipòtesi ha estat substituïda per la proposta de Milner i Goodale, encara que la seva influència és innegable.
Una altra font d'informació que va tenir un pes important en la formulació de la hipòtesi de Milner i Goodale va ser el treball experimental que explorava les habilitats visuals existents en un pacient d'agnòsia anomenat DF. La primera redacció de la hipòtesi, i la que va tenir més repercussió en el món científic, va ser la publicada el 1991 per Goodale i els seus col·laboradors. El treball s'ha tornat a publicar en les dècades següents i ha estat subjecte de diverses crítiques amb relació a haver creat un model basat sobretot en els descobriments provats en un sol cas.

## Dos sistemes de processament
Goodale i Milner van recopilar proves de tipus anatòmic, neuropsicològic, electrofisiològic i de conducta per poder explicar el model de funcionament cerebral que proposaven, totes aquestes proves demostraven l'existència de dos sistemes de processament, un situat a la zona ventral del còrtex (que van anomenar zona perceptiva) una ruta de la informació que proporciona una representació ricament detallada del món visual la qual és requerida per operacions cognitives, mentre que a la zona dorsal del còrtex situava un altre sistema de processament (el relacionat amb l'acció) una ruta on la informació es transforma en les coordenades requerides per aplicar habilitats de conducta relacionades amb el moviment. Aquest model també assumeix com a fet que la percepció visual codifica algunes propietats dels objectes (per exemple la mida) que percebem per la vista; en altres paraules que utilitza com a referència la relació mètrica i el marc contextual en el qual està l'objecte. Mentre que el control visual de l'acció fa servir una mètrica absoluta determinada a partir de marcs referencials egocèntrics, això es fa a través de la computació de les propietats dels objectes relacionades amb l'observador. L'estudi dels moviments per agafar objectes, dins del context de les il·lusions perceptives que porten a engany sobre la mida de l'objecte, han mostrat que diferents marcs de referència i diferents mesures estan implicades en la producció de la il·lusió, és a dir que hi ha dues vies de processament una relacionada amb la identificació de l'objecte i l'altra amb l'acció, en aquest cas amb el moviment de la mà per agafar-lo (il·lusió d'Ebbinghaus).
Joel Norman, de la universitat de Haifa (Israel) ha proposat un procés dual similar i n'ha descrit vuit diferències principals entre els dos sistemes, que són les següents.
|                             | ruta ventral                          | ruta dorsal                                                |
| --------------------------- | ------------------------------------- | ---------------------------------------------------------- |
| funcions                    | reconeixement/identificació           | conducta que precisa una guia visual                       |
| sensibilitat                | freqüències espacials altes - detalls | freqüèencies temporals altes - moviment                    |
| memòria                     | emmagatzematge a llarg termini        | emmagatzematge a curt termini                              |
| velocitat                   | relativament curta                    | relativament més veloç                                     |
| consciència                 | típicament elevada                    | típicament baixa                                           |
| marc de referència          | centrat en l'objecte (al·locèntric)   | segons el punt de vista de l'observador (egocèntric)       |
| entrada d'informació visual | principalment de la fòvea o parafòvea | a través de la retina                                      |
| visió monocular             | generalment amb petits efectes        | sovint amb efectes importants (ex: moviment de paral·laxi) |

### Ruta dorsal
S'ha proposat que la ruta dorsal està implicada en la guia d'accions i en el reconeixement quan els objectes estan situats en un espai. També coneguda amb el nom de ruta parietal, ruta del com o ruta d'on, és una via del processament de la informació que s'inicia a l'àrea primària del còrtex visual (V1) al lòbul occipital i segueix cap al lòbul parietal. Les neurones d'aquesta ruta tenen enllaços amb la ruta ventral, que s'inicia també al lòbul occipital però passa després en direcció al lòbul temporal.
Trets generals
La via dorsal està implicada els moviments conscients o guia visual d'accions (per exemple, abastar un objecte amb la mà). Respecte a això hi ha dues característiques funcionals: conté registres equivalents a un mapa topogràfic detallat del camp visual i és una ruta especialitzada a detectar i analitzar moviments.
La ruta dorsal comença el seu funcionament amb tasques purament visuals dins del lòbul occipital i gradualment transfereix la informació per ser completada en tasques de consciència espacial fins a arribar al punt final de la ruta al lòbul parietal.
El còrtex parietal posterior és essencial pel que fa a "la percepció i interpretació de les relacions espacials, donar exactitud al cos de la imatge i l'aprenentatge d'activitats que impliquen moviments coordinats del cos en l'espai".
Conté el funcionament individual dels lòbuls. El solc lateral intraparietal (LIP) conté neurones que produeixen millores quan l'atenció es desplaça cap a l'estímul o amb els moviments ràpids d'enfocament de l'ull cap a l'estímul visual, i el solc ventral intraparietal (VIP) on s'integren la informació visual i la somatosensorial.
Efectes de lesions en aquesta ruta
Les conseqüències de les lesions a còrtex parietal posterior poden ser diverses:
- simultanagnòsia: quan el pacient només pot descriure objectes individuals sense l'habilitat de percebre'ls com a components d'un conjunt de detalls o d'objectes pertanyents a un context (per exemple, en un escenari pot identificar un arbre però no que l'acció se situa en un bosc).
- atàxia òptica: quan el pacient no és capaç de fer servir la informació visual espacial per guiar els seus moviments.
- hemiagnòsia: quan el pacient no és conscient de les coses existents dins de la meitat del camp visual que ha estat danyat. Per exemple, si es demana a una persona amb hemiagnòsia que dibuixi un rellotge farà la silueta i situarà correctament les xifres que representen les hores entre les 12, 1, 2, ...fins a les 6, i donarà el seu dibuix per acabat.
- akinetòpsia: incapacitat per percebre el moviment.
- apràxia: incapacitat d'executar intencionalment i d'una manera apropiada determinats gests o moviments anteriorment apresos.

### Ruta ventral
La ruta ventral està associada amb el reconeixement d'objectes i la representació de formes. També se la coneix amb el nom de ruta del què i té fortes connexions amb el lòbul medial temporal (on s'emmagatzema la memòria a llarg termini), amb el sistema límbic (on es controlen les emocions) i amb la ruta dorsal (que complementa la informació del que es veu amb la localització i el moviment).
La ruta ventral incorpora informació principalment procedent de la capa parvocel·lular una regió del nucli geniculat lateral del tàlem. Les neurones de la ruta ventral projecten connexions amb l'àrea V1 i amb les subcapes 4Cβ, 4A, 3B, 2/3a successivament. Des d'allà segueix fins a la V2 i la V4 del lòbul inferior temporal: PIT (posterior inferior temporal), CIT (central inferior temporal) i AIT (anterior inferior temporal). Cada àrea visual conté una completa representació de l'espai visual, és a dir, conté neurones els camps receptius de les quals representen junts tot el camp visual. La informació visual entra al flux d'aquesta ruta a través del còrtex visual primari i viatja a través de la resta d'àrees seqüencialment.
Desplaçant-se al llarg de la ruta des de la V1 fins a la AIT, el camp receptiu va augmentant en mida, en latència i en la complexitat de la seva sintonització.
Totes les àrees de la ruta ventral estan influïdes per factors exteriors a la retina que s'afegeixen a la natura de l'estímul en el camp receptiu. Aquests factors són: l'atenció, la memòria de treball i la saliència de l'estímul. Per tant, la ruta ventral no tan sols proporciona una descripció dels elements del que veiem, també té una importància clau en discernir la rellevància d'aquests elements.

## Crítica
La innovació de la proposta de Goodale & Milner va ser oferir un canvi en la perspectiva, passant de l'èmfasi en la distinció dels inputs (com ara la dualitat: localització dels objectes versus propietats dels objectes) a posar l'èmfasi en la rellevància funcional pel que fa a la conducta visual, pel que fa a la percepció i a l'acció. Des de la perspectiva actual, basada en els informes empírics de les dues dècades següents a la presentació de la hipòtesi, es pot dir que el processament de la informació visual no pot estar limitat a una simple divisió en dues rutes, sinó que és força més complex. Hi ha treballs experimentals que desafien la hipòtesi i que fan pensar que l'aparent dissociació entre els efectes d'il·lusions entre percepció i acció és deguda a diferències en el grau d'atenció, les exigències de la tasca i altres elements de pertorbació. Altres treballs experimentals, que no haurien de ser obviats sense més, donen suport a la idea que les accions que segueixen patrons, com ara agafar, no es veuen afectats per les il·lusions òptiques.
Per altra banda, els darrers treballs d'investigació en neuropsicologia també han qüestionat la validesa de la dissociació en dues rutes. La distinció entre agnòsia visual i atàxia òptica demostra que diversos treballs de recerca no havien arribat a unes conclusions tan sòlides com es pensava en un principi; Hesse i els seus col·laboradors van demostrar que s'havien donat errors en definir la ruta dorsal segons els actes del pacient anomenat DF; Himmelbach i els seus col·legues van tornar a investigar les habilitats del pacient DF i, aplicant una anàlisi estadística més acurada, van demostrar que la dissociació no era tan forta com en un principi s'havia pensat.
El 2010 es va fer una revisió de totes les proves recollides en relació al model de les dues rutes i es va concloure que, per una banda la idea de la separació en dues rutes era positiva i havia servit d'estímul a la investigació, però per altra banda s'havia posat massa èmfasi en ella. Els mateixos Goodale i Milner han proposat l'analogia de la tele-assistència, un dels sistemes més eficients emprats per al control remot de robots quan treballen en ambients hostils. En aquesta comparació, la ruta dorsal seria com el funcionament semiautònom que opera sota la guia de les funcions executives, les quals són informades pel processament de la ruta ventral.
Tenint en compte les crítiques de la neuropsicologia i les de la neurofisiologia, es podria dir que, la hipòtesi de les dues rutes va ser un marc de treball que ha ajudar a avançar en els estudis que actualment, gràcies a l'estímul que va suposar aquesta idea, tendeix a considerar el funcionament cerebral com quelcom més complex amb força interacció entre el que s'havia dit la visió encaminada a l'acció i la visió encaminada a la percepció.

## Altres hipòtesis
Pel que fa al funcionament del còrtex visual hi ha hagut altres hipòtesis amb no tant de ressò entre la comunitat científica. Un és el model neuropsicològic proposat per Raftopoulos que es basa en la percepció i els conceptes. Un altre és el proposat per Alexander Luria basat en aproximacions sobre el funcionament de les zones anterior i posterior del còrtex visual.